# Bichat-Fettpfropf

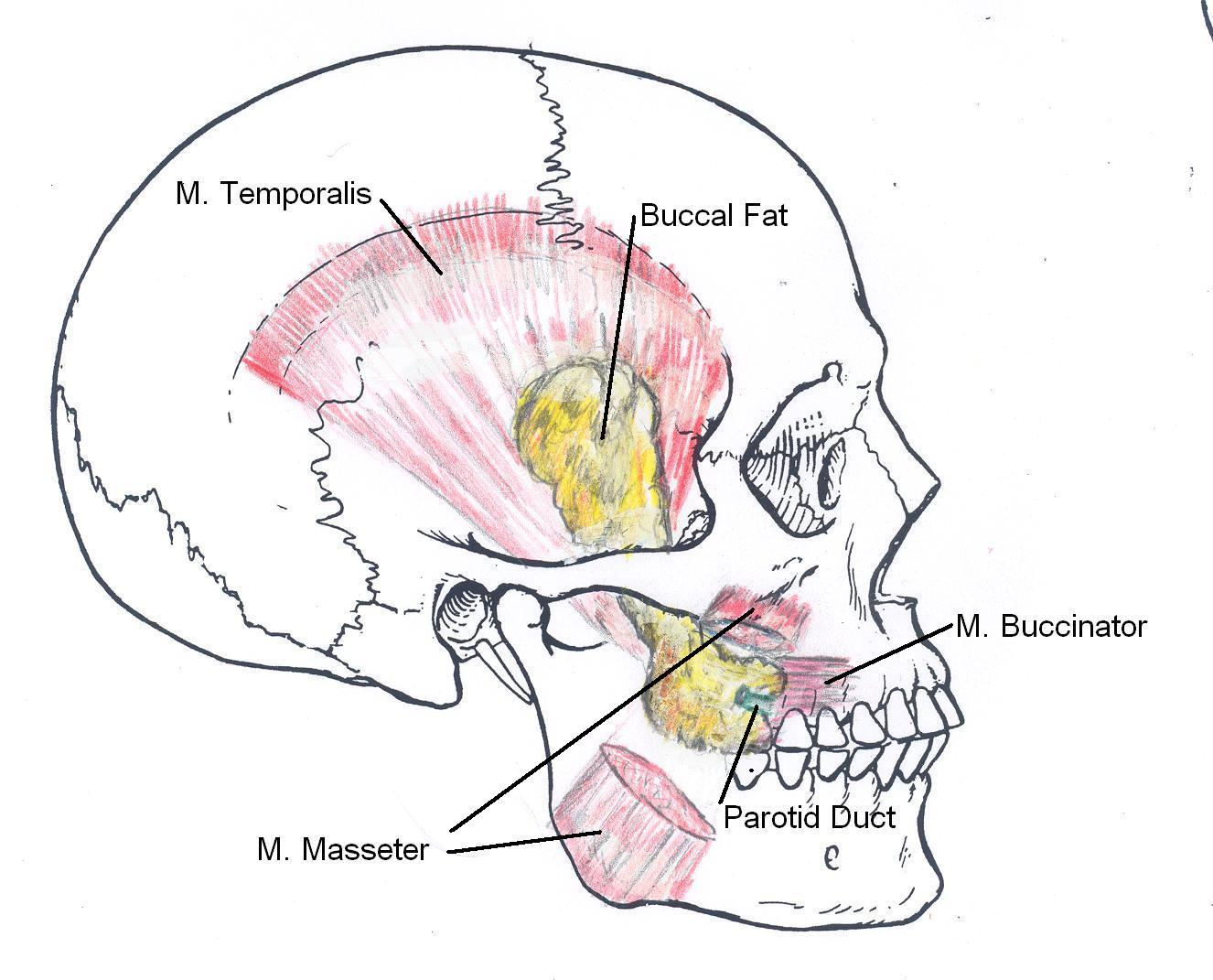
Lage des Bichat-Fettpropfs (gelb).

Der Bichat-Fettpfropf (Wangenfettpfropf oder Corpus adiposum buccae) ist eine anatomische Struktur im Bereich der Wange. Namensgeber ist der französische Mediziner Xavier Bichat (1771–1802).
Die bei Kaubewegungen verschiebliche Struktur besteht aus Baufett und liegt auf der Außenfläche des Musculus buccinator, unter dem Musculus masseter. Sie ist zum Raumausgleich und mechanischem Schutz erforderlich. Beim Saugen wird das Einfallen der Wange verhindert, was die Saugkraft verbessert.

## Belege
1. ↑  Hermann Voss, Robert Herrlinger: Taschenbuch der Anatomie. 15. Auflage. Band 2. Gustav Fischer, Stuttgart 1974, ISBN 3-437-00155-8, S. 13.
2. ↑  Willibald Pschyrembel: Klinisches Wörterbuch. 253. Auflage. Walter de Gruyter, Berlin New York 1977, ISBN 3-11-007018-9, S. 133.
3. ↑  Lexikonredaktion des Urban und Fischer Verlages: Roche Lexikon Medizin. Hrsg.: Hoffmann-La Roche AG und Urban und Fischer. 5. Auflage. Urban und Fischer, München Jena 2003, ISBN 3-437-15156-8, S. 215, 361.